# Raibu Katayama
Raibu Katayama (Yaizu, 4 mei 1995) is een Japans snowboarder. 

## Carrière
Katayama maakte op 6 december 2014 zijn wereldbekerdebuut tijdens de halfpipe in Copper Mountain, waar hij 23e eindigde. Tijdens de FIS wereldkampioenschappen snowboarden 2015 eindigde Katayama 16e in de halfpipe.
Op 30 augustus 2015 won hij in Cardrona, op het onderdeel halfpipe, zijn eerste wereldbekerwedstrijd.

## Resultaten

### Wereldkampioenschappen
| Jaar | Plaats      | Resultaten   |
| ---- | ----------- | ------------ |
| 2015 | Kreischberg | 16e Halfpipe |

### Wereldbeker
Eindklasseringen
| Seizoen   | Algm | HP  |
| --------- | ---- | --- |
| 2014/2015 | 57e  | 17e |

Wereldbekerzeges
| Datum            | Plaats   | Onderdeel |
| ---------------- | -------- | --------- |
| 30 augustus 2015 | Cardrona | Halfpipe  |